# Municipio de San Juan Chilateca
El municipio de San Juan Chilateca (del náhuatl: chillli,la , tecatl ‘chile, abundancia, habitante’‘Habitantes del chilar’) es uno de los 570 municipios que conforman al estado mexicano de Oaxaca. Pertenece al distrito de Ocotlán, dentro de la región valles centrales. Su cabecera es la localidad de San Juan Chilateca.

## Geografía
El municipio abarca 4.67 km² y se encuentra a una altitud promedio de 1500 m s. n. m., oscilando entre 1700 y 1400 m s. n. m.

## Demografía
De acuerdo al último censo, realizado por el INEGI en 2010, en el municipio habitan 1442 personas, repartidas entre 2 localidades.